# Aloysius Ferdinandus Zichem

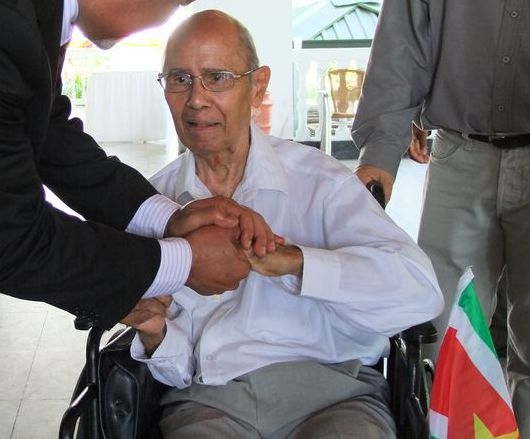
Aloysius Ferdinandus Zichem, 2010

Aloysius Ferdinandus Zichem CSsR (* 28. Februar 1933 in Paramaribo; † 13. November 2016) war ein surinamischer Ordensgeistlicher und römisch-katholischer Bischof von Paramaribo.

## Leben
Aloysius Ferdinandus Zichem trat der Ordensgemeinschaft der Redemptoristen bei und empfing am 14. August 1960 die Priesterweihe.
Papst Paul VI. ernannte ihn am 2. Oktober 1969 zum Weihbischof in Paramaribo und Titularbischof von Fuerteventura. Der Bischof von Paramaribo, Stephanus Joseph Maria Magdalena Kuijpers CSsR, spendete ihm am 8. Februar des darauf folgenden Jahres die Bischofsweihe; Mitkonsekratoren waren Patrick Webster OSB, Weihbischof in Saint George’s in Grenada, Alfred Aimé Léon Marie CSSp, Bischof von Cayenne, Bernard Jan Kardinal Alfrink, Erzbischof von Utrecht, Joannes Maria Michael Holterman OP, Bischof von Willemstad, Luigi Barbarito, Apostolischer Nuntius in Haiti, Gordon Anthony Pantin CSSp, Erzbischof von Port of Spain, Richard Lester Guilly SJ, Bischof von Georgetown, Samuel Emmanuel Carter SJ, Erzbischof von  Kingston in Jamaika, und Arnold Boghaert CSsR, Bischof von Roseau.
Am 30. August 1971 wurde er zum Bischof von Paramaribo ernannt und am 24. Oktober desselben Jahres in das Amt eingeführt. Am 31. Dezember 2002 erlitt er eine Hirnblutung. Danach konnte er seinen Bischofsdienst nur noch sehr eingeschränkt fortführen. Papst Johannes Paul II. nahm am 9. August 2003 seinen gesundheitsbedingten Rücktritt an.